# Cunimondo II da Sirmione

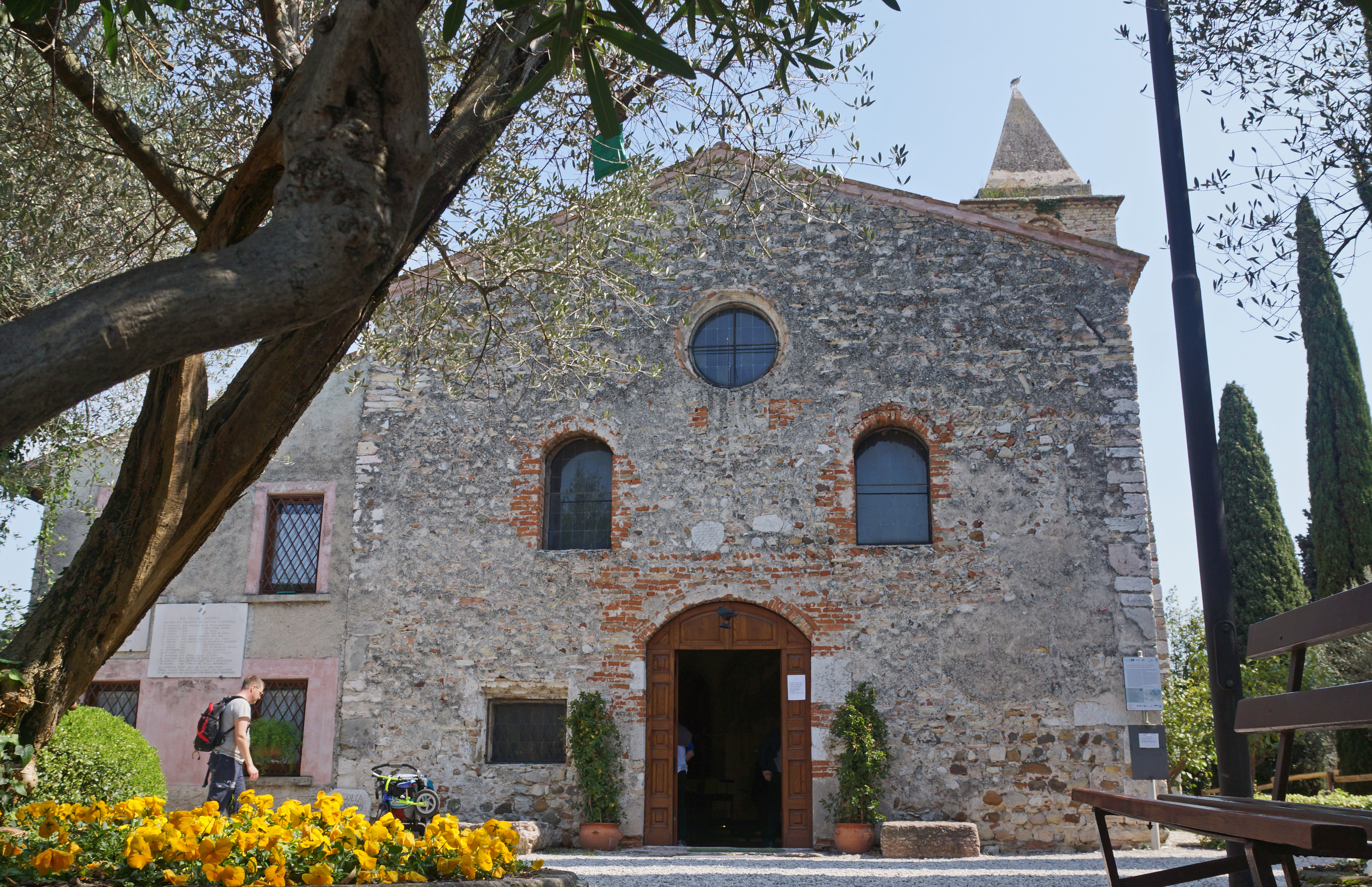
Sirmione, Chiesa di San Pietro in Mavino.

Cunimondo II da Sirmione (Sirmione, VIII secolo – ...) è stato un nobile longobardo, dignitario alla corte del re Desiderio.

## Biografia
Era figlio di Cunimondo da Sirmione e fu un dignitario vissuto nell'VIII secolo alla corte del re longobardo Desiderio; fu signore di Sirmione.
Nel 765 si macchiò dell'assassinio di Maniperto, gasindio della regina consorte Ansa, avvenuto nel palazzo reale di Pavia. Venne arrestato, imprigionato e gli vennero sequestrati tutti gli averi e assegnati al monastero di San Salvatore di Brescia.
Il 13 giugno 765, per intercessione della regina, riuscì a salvare solo alcuni beni nel castello di Sirmione ed in altre terre, di cui fece dono ad alcune chiese di Sirmione come San Vito e Modesto, San Pietro in Mavino e di San Martino Gusnago, oggi frazione di Ceresara (Mn).
Cunimondo ebbe in moglie una certa Contruda.